# Траверс-Сіті (Мічиган)
Траверс-Сіті (англ. Traverse City) — місто (англ. city) в США, в округах Гранд-Траверс і Лілано штату Мічиган. Населення — 15 678 осіб (2020).

## Географія
Траверс-Сіті розташований за координатами 44°45′16″ пн. ш. 85°36′11″ зх. д. / 44.75444° пн. ш. 85.60306° зх. д. (44.754309, -85.603011). За даними Бюро перепису населення США в 2010 році місто мало площу 22,42 км², з яких 21,56 км² — суходіл та 0,86 км² — водойми.

### Клімат
| Клімат : Траверс-Сіті   | Клімат : Траверс-Сіті | Клімат : Траверс-Сіті | Клімат : Траверс-Сіті | Клімат : Траверс-Сіті | Клімат : Траверс-Сіті | Клімат : Траверс-Сіті | Клімат : Траверс-Сіті | Клімат : Траверс-Сіті | Клімат : Траверс-Сіті | Клімат : Траверс-Сіті | Клімат : Траверс-Сіті | Клімат : Траверс-Сіті | Клімат : Траверс-Сіті |
| Показник                | Січ.                  | Лют.                  | Бер.                  | Квіт.                 | Трав.                 | Черв.                 | Лип.                  | Серп.                 | Вер.                  | Жовт.                 | Лист.                 | Груд.                 | Рік                   |
| Абсолютний максимум, °C | 15,0                  | 18,3                  | 30,6                  | 32,2                  | 35,0                  | 40,0                  | 40,6                  | 37,8                  | 35,6                  | 31,7                  | 25,6                  | 17,8                  | 40,6                  |
| Середній максимум, °C   | −2,3                  | −0,9                  | 4,4                   | 12,1                  | 18,8                  | 24,2                  | 26,8                  | 25,5                  | 21,1                  | 14,0                  | 6,7                   | 0,2                   | 12,6                  |
| Середній мінімум, °C    | −9,3                  | −9,4                  | −5,8                  | 0,1                   | 5,3                   | 11,3                  | 14,3                  | 13,8                  | 9,8                   | 4,0                   | −0,9                  | −6,1                  | 2,3                   |
| Абсолютний мінімум, °C  | −29,4                 | −38,3                 | −34,4                 | −17,2                 | −8,3                  | −2,2                  | −0,6                  | 0,0                   | −3,3                  | −9,4                  | −20,6                 | −32,2                 | −38,3                 |
| Норма опадів, мм        | 72                    | 38                    | 47                    | 71                    | 66                    | 80                    | 77                    | 86                    | 90                    | 82                    | 69                    | 63                    | 823                   |
| Днів з опадами          | 17,0                  | 12,3                  | 11,4                  | 10,9                  | 10,4                  | 9,7                   | 8,5                   | 9,9                   | 12,0                  | 13,1                  | 14,6                  | 16,0                  | 145,8                 |
| Днів зі снігом          | 12,6                  | 8,9                   | 5,6                   | 2,3                   | 0,1                   | 0                     | 0                     | 0                     | 0                     | 0,3                   | 4,8                   | 11,7                  | 46,3                  |
| ----------------------- | --------------------- | --------------------- | --------------------- | --------------------- | --------------------- | --------------------- | --------------------- | --------------------- | --------------------- | --------------------- | --------------------- | --------------------- | --------------------- |
| Джерело: NOAA           |                       |                       |                       |                       |                       |                       |                       |                       |                       |                       |                       |                       |                       |

## Демографія
Згідно з переписом 2010 року, у місті мешкали 14 674 особи в 6675 домогосподарствах у складі 3369 родин. Густота населення становила 654 особи/км². Було 7358 помешкань (328/км²).
Расовий склад населення:
| - 94,4 % — білих - 1,8 % — корінних американців - 0,7 % — чорних або афроамериканців - 0,7 % — азіатів |

До двох чи більше рас належало 1,9 %. Частка іспаномовних становила 1,9 % від усіх жителів.
За віковим діапазоном населення розподілялося таким чином: 18,2 % — особи молодші 18 років, 65,1 % — особи у віці 18—64 років, 16,7 % — особи у віці 65 років та старші. Медіана віку мешканця становила 40,8 року. На 100 осіб жіночої статі у місті припадало 90,0 чоловіків; на 100 жінок у віці від 18 років та старших — 87,5 чоловіків також старших 18 років.
Середній дохід на одне домашнє господарство становив 70 318 доларів США (медіана — 47 284), а середній дохід на одну сім'ю — 92 734 долари (медіана — 66 769). Медіана доходів становила 47 908 доларів для чоловіків та 35 792 долари для жінок. За межею бідності перебувало 15,5 % осіб, у тому числі 14,1 % дітей у віці до 18 років та 8,4 % осіб у віці 65 років та старших.
Цивільне працевлаштоване населення становило 7932 особи. Основні галузі зайнятості: освіта, охорона здоров'я та соціальна допомога — 25,1 %, мистецтво, розваги та відпочинок — 14,2 %, роздрібна торгівля — 14,0 %.

## Персоналії
- Девід Вейн (1914—1995) — американський актор телебачення, театру і кіно.